# Pseudotmesisternus
Pseudotmesisternus is een kevergeslacht uit de familie van de boktorren (Cerambycidae). De wetenschappelijke naam van het geslacht werd voor het eerst geldig gepubliceerd in 1951 door Breuning.

## Soorten
Pseudotmesisternus is monotypisch en omvat slechts de volgende soort:
- Pseudotmesisternus vestitus (Fauvel, 1906)